# Mihail Dimitrenco
Mihail Dimitrenco (în alfabetul chirilic Михаил Димитриенко) a fost un general-maior de securitate din Republica Moldova, care a deținut funcția de ministru al afacerilor interne în Guvernul RSS Moldovenești (1941-1944).